# Sur les chemins noirs (livre)
Pour les articles homonymes, voir Sur les chemins noirs.
Sur les chemins noirs est un récit autobiographique de Sylvain Tesson publié le 13 octobre 2016.

## Historique du livre

### Genèse du récit
Sylvain Tesson est victime le 21 août 2014 d'une chute de plusieurs mètres alors qu'il escalade, ivre, la façade du chalet de son ami Jean-Christophe Rufin en Savoie. Plongé dans le coma durant plusieurs semaines à l'hôpital d'Annecy, souffrant de multiples fractures, il est victime d'une paralysie faciale et doit pratiquer d'importantes séances de rééducation pour retrouver ses facultés motrices. À cette fin, il décide d'entreprendre un périple en France dans toute sa diagonale sud-est/nord-ouest en n'empruntant que les petits « chemins noirs » indiqués sur les cartes IGN au 1/25 000e. Ce livre est le récit de ce voyage de réappropriation de son corps.

### Ventes
Véritable succès de librairie, Sur les chemins noirs s'écoule à plus de 230 000 exemplaires pour la seule édition en grand format. 

## Résumé
Du 24 août au 8 novembre 2015, Sylvain Tesson entreprend la traversée à pied de la France. Il commence son périple dans le Mercantour pour l'achever sur les côtes du Cotentin. Le voyageur se donne comme objectif de traverser à pied son pays en évitant dans la mesure du possible les zones urbaines, périurbaines d'une France remodelée depuis les dernières décennies. Il choisit en conséquence un itinéraire qui le conduira successivement dans les Cévennes, le Massif central, la Touraine, avant d'atteindre les plages de Normandie. Ce voyage est l'occasion de redécouvrir ce que l'auteur appelle les chemins noirs : sentiers, pistes, traces historiques de la France rurale. Les chemins noirs vont permettre à Sylvain Tesson de recouvrer ses capacités physiques de marcheur, mais également de profiter, de jouir de l'écoulement du temps, du silence et de l'immobilité. Les chemins noirs lui permettent pour un temps d'échapper à une société mondialisée, intitulée « l'âge du flux » par l'auteur. Lors de ses pérégrinations, il est rejoint par quelques amis dont Cédric Gras ou encore Arnaud Humann.

## Chapitres
1. Mauvais Début
2. De ruines et des ronces
3. Des chemins noirs
4. Les Ombres noires
5. Vers la mer

## Accueil de la critique
L'accueil critique est positif, une partie de la critique mettant en avant la capacité de l'écrivain à relater « mieux que personne le lien entre le corps et l'esprit »,,
Le Devoir décrit le livre comme un « récit de voyage doublé d’un discours sur l’état du monde » Pour Philosophie magazine, il s'agit d'« un beau texte, au style aiguisé », Le Figaro étant également séduit par la « grâce d'écriture » du roman et La Vie par « une belle langue tenue, classique jusqu'au maniérisme, sensuelle jusqu'à l'ivresse ».

## Adaptation
Sur les chemins noirs fait l'objet d'une adaptation théâtrale par le comédien et metteur en scène Laurent Soffiati (compagnie Idéal Cinéma). L'adaptation suit le récit de cet homme qui marche, son désir d’exploration et de reconstruction physique par le mouvement du corps, entre beauté des paysages et cheminements intimes. Le spectacle a été créé le 11 juin 2021 au théâtre Scènes des Trois Ponts de Castelnaudary.
Sur les chemins noirs est une adaptation cinématographique de Denis Imbert dont le tournage a eu lieu en 2021 avec Jean Dujardin,, diffusée sur grand écran le 22 mars 2023.

## Éditions
- Sylvain Tesson, Sur les chemins noirs, Paris, éditions Gallimard, coll. « Blanche », 2016, 142 p. (ISBN 978-2-07-014637-6)
- Sylvain Tesson, Sur les chemins noirs, Paris, éditions Gallimard, coll. « Folio (Gallimard) », 2019, 176 p. (ISBN 978-2-07-282342-8)

### Autre lecture
- Aurélien Cibilleau, L'aventure comme cheval de Troie littéraire. La fabrique de l'aventurier chez Sylvain Tesson, Patrice Franceschi, Cédric Gras, Priscilla Telmon, Alexandre Poussin, Sonia Poussin et Blanche de Richemont, thèse de doctorat en littérature et arts de la scène et de l’écran, université Laval, 2024